# Sikorsky S-61R
Sikorsky S-61R je dvomotorni srednje velik amfibijski helikopter ameriškega proizvajalca Sikorsky. Uporablja se kot transportni helikopter ali pa kot helikopter za iskanje in reševanje. Razvit je iz predhodnika S-61/SH-3 Sea King. Helikopterje S-61R so gradili tudi licenčno v Italiji pri Agusti kot AS-61R. Pri USAF ima helikopter vojaško oznako CH-3C/E Sea King ali HH-3E Jolly Green Giant pri ameriški obalni straži pa HH-3F "Pelican".
S-61R ima uvlačljivo pristajalno podvozje in vodotesen trup. S-61R lahko tako kot predhodnik SH-3 pristaja na vodi.

## Tehnične specifikacije (HH-3E)
Podatki iz Evergreen, Globalsecurity
Splošne karakteristike
- Posadka: 3
- Število sedežev: 28 potnikov
- Dolžina: 73 ft (22,3 m)
- Premer rotorja: 62 ft (18,9 m)
- Višina: 18 ft 1 in (5,51 m)
- Teža praznega letala: 13341 lb (6051 kg)
- Maks. vzletna teža: 22050 lb (10000 kg)
- Pogon letala: 2 ×  turbogredni motor General Electric T58-10, 1500 KM (1119 kW)  vsak

 Zmogljivost 
- Maks. hitrost: 143 vozlov (165 mph, 265 km/h)
- Doseg: 779 milj (677 NM, 1254 km)
- Višina leta: 21000 ft (6400 m)
- Hitrost vzpenjanja: 1310-2220? ft/min (400-670? m/min)
- Obremenitev rotorja: 6500 lb (2948 kg)
- Kapaciteta goriva: 683 ameripkih galon (2585 L)